# Илемёнка
Илимёнка — опустевшая деревня в Солецком районе Новгородской области.

## География
Находится в западной части Новгородской области на расстоянии приблизительно 20 км на юг по прямой от районного центра города Сольцы на берегу речки Леменка.

## История
На карте 1840 года уже была обозначена как Леменка. В 1909 году здесь (деревня Иллеменка Старорусского уезда Новгородской губернии) было учтено 28 дворов. До 2020 года входила в состав Выбитского сельского поселения.

## Население
Численность населения: 199 человек (1909 год), 0 как в 2002 году, так и в 2010.